# Tomte
Tomte é uma banda de indie rock de Hamburgo, na Alemanha. As letras são quase completamente em alemão e seu som poderia ser descrito como pop com algumas influências punk. O grupo pode ser considerado como parte integrante da Hamburger Schule (Escola de Hamburgo) com base na influência da banda Tocotronic em seu trabalho. O vocalista e guitarrista Thees Uhlmann trabalhou como Roadie para a banda Tocotronic no Tour K.O.O.K. e escreveu o livro Wir könnten Freunde werden… (Nós poderíamos nos tornar amigos) sobre isso.
O primeiro EP de Tomte, intitulado Blinkmuffel (Ranzinza que não dá seta), saiu em 1996. Dois anos mais tarde, Tomte lançou seu primeiro álbum completo, Du weißt, was ich meine (Você sabe o que eu quero dizer). Seguindo a tendência de lançar um álbum a cada dois anos, Eine sonnige Nacht (Uma noite ensolarada) foi lançado em 2000. Após o lançamento, o ex-baixista Christian Stemmann deixou a banda e foi substituído por Oliver Koch.
O álbum que deixou a banda mais conhecida, Hinter all diesen Fenstern (Por trás de todas essas janelas), foi lançado em 2003. Continha dois singles, Schreit den Namen meiner Mutter (Gritem o nome da minha mãe) e Die Bastarde, die dich jetzt nach Hause bringen (Os bastardos que agora te levam para casa). Além disso, Dennis Becker entrou para a banda em 2003 como segundo guitarrista.
Em 2005, Max Schröder entrou para a banda como tecladista.
O próximo álbum, Buchstaben über der Stadt (Letras acima da cidade) saiu no início de 2006. Foi um dos álbuns mais vendidos de 2006 na língua alemã. O primeiro single foi Ich sang die ganze Zeit von dir (Eu cantava o tempo todo sobre você). Outros singles deste álbum foram New York e Norden der Welt (Norte do Mundo).
Desde então a banda já lançou outro álbum, chamado Heureka, que foi vendido a partir de 10 de Outubro de 2008 na Alemanha.
Em Heureka também entrou um novo membro para a banda, o tecladista Simon Frontzek. Frontzek, de acordo com a imprensa especializada alemã, era inicialmente um fã que conheceu a música deles enquanto estudava na cidade natal da banda, Hamburgo. O tecladista anterior, Max Schröder, passou para a bateria, já que Timo Bodenstein, antigo baterista, saiu da banda. Além disso, o baixista Oliver Koch deixou a banda em 2008 por causa de problemas no pulso e foi substituído por Nikolai Potthoff.
A turnê aconteceu em novembro de 2008, e foi vista em cidades na Alemanha, Áustria e Suíça.

## Discografia
- Blinkmuffel 1996
- Du weißt was ich meine 1998
- Eine sonnige Nacht 2000
- Hinter all diesen Fenstern 2003
- Buchstaben über der Stadt 2006
- Heureka 2008